# Stanley Wagner
Pour les articles homonymes, voir Wagner.
Ulysses Stanley « Stan » Wagner (né le 2 mars 1908 à Pueblo (Colorado), mort le 11 octobre 2002 à Winnipeg) est un joueur canadien de hockey sur glace.

## Carrière
Stanley Wagner naît aux États-Unis alors que sa famille espérait avoir de meilleures chances de guérir son père, qui souffrait de tuberculose, mais il meurt avant sa naissance. Sa famille revient au Canada.
Élève de la Kelvin High School jusqu'en 1925, Wagner étudie la comptabilité à l'université du Manitoba, mais abandonne ses études et travaille comme commis chez Ford pour devenir pilote d'avion.
Au cours de la saison 1930-1931, Stanley Wagner est le remplaçant de William Cockburn au sein du Hockey Club de Winnipeg qui remporte la Keane Memorial Cup en tant que champions de Winnipeg, la coupe Pattison en tant que champions du Manitoba et la Coupe Allan en 1931.
En tant que championne de la Coupe Allan, l'équipe est sélectionnée pour représenter le Canada aux Jeux olympiques d'hiver de 1932 à Lake Placid. Le Canada remporte la médaille d'or. Stanley Wagner joue un seul match, l'avant-dernier, contre la Pologne, que le Canada remporte 10 à 0.
En 1931, il fonde la Northern Air Transport qui transporte des fournitures et des passagers vers des mines et des communautés ailleurs au Manitoba. Il manque de mourir à la fin des années 1930 lorsque son avion s'écrase dans l'eau dans l'Ontario. Entre 1934 et 1948, il travaille pour diverses compagnies aériennes, dont Sioux Lookout en 1938, Canadian Pacific Air Lines en 1942. Il devient ensuite directeur général et vice-président des opérations de TransAir Limited, de Canadian Airways, et à partir de 1948 chez Northern Airways. Wagner est vice-président de Transair jusqu'en 1975. Wagner participe à la fondation du Winnipeg Flying Club et du Musée de l'aviation royale de l'Ouest canadien.
Il meurt d'un accident vasculaire cérébral en 2002 et laisse une succession d'une valeur de deux millions de dollars, dont une grande partie est donnée à des œuvres caritatives. Wagner et sa femme n'avaient pas d'enfants. Le Manitoba a un lac nommé d'après Wagner, au sud du Lynn Lake. En 2004, il est intronisé au Temple de la renommée des sports du Manitoba, qui expose de nombreux souvenirs personnels de Wagner sur sa victoire aux Jeux olympiques de 1932 (sa carte d'identité, son épinglette et son écusson de participation, sa médaille d'or et son diplôme des Jeux olympiques).